# ازدواج همجنس در فرانسه

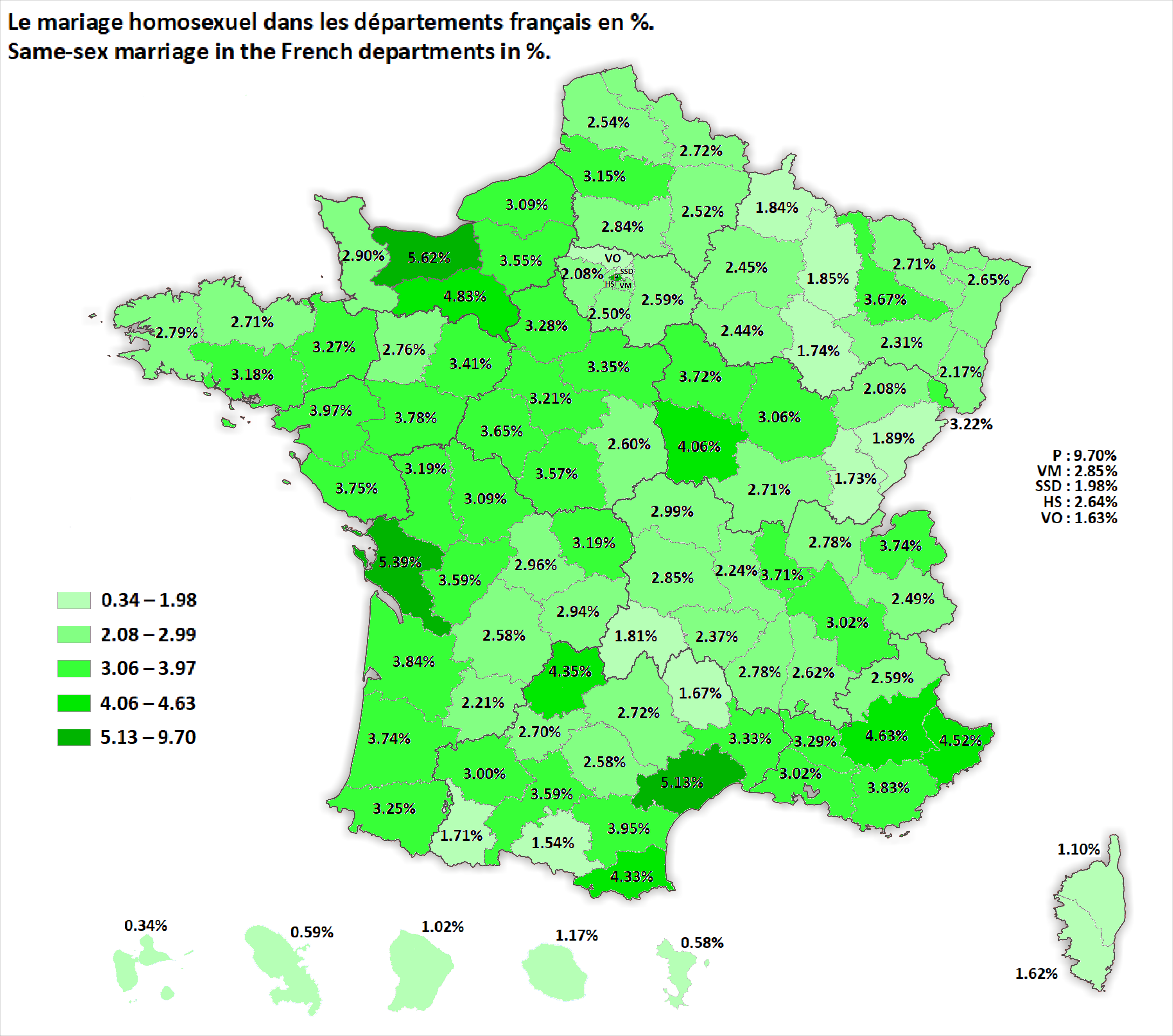
درصد ازدواج همجنس در بخش های فرانسه

ازدواج همجنس‌ در فرانسه از ۱۸ مه ۲۰۱۳ قانونی شده‌است. اگرچه قبل از آن مطابق قانون PACS زوج‌های همجنس‌می‌توانستند اتحاد مدنی داشته‌باشند. فرانسه سیزدهمین کشور در جهان بود که به زوج‌های همجنس اجازه ازدواج داد. این قانون برای قلمروهای فرادریایی فرانسه نیز اعمال شد.
یک قانون برای قانونی‌سازی ازدواج همجنس به نام قانون ۳۴۴ توسط ژان مارک آیرو در ۱۷ نوامبر ۲۰۱۲ به مجلس فرانسه فرستاده شد. رئیس‌جمهور وقت فرانسه فرانسوا اولاند در تبلیغات انتخابات ریاست‌جمهوری فرانسه قول داده بود که چنین کاری بکند. ماده یک این قانون در ۲ فوریه ۲۰۱۳ با ۲۴۹–۹۷ تصویب شد، این ماده ازدواج را یک توافق بین دو شخص تعریف می‌کرد. رای‌گیری برای کل قانون در مجلس این کشور در ۱۲ فوریه صورت گرفت و با ۳۲۹–۲۲۹ تصویب شد، مجلس سنا با تغییری در قانون آن را با ۱۷۱–۱۶۵ تصویب کرد و این ماده دوباره به مجلس فرانسه فرستاده شد و در ۲۳ آوریل ۲۰۱۳ با ۳۳۱–۲۲۵ تصویب شد. حزب محافظه‌کار با اعلام نمودن این که این قانون مخالف قانون اساسی است آن را به کنسول قانون اساسی فرستاد و در ۱۷ مه ۲۰۱۳ کنسول قانون اساسی اعلام کرد که این قانون منافاتی با قانون اساسی فرانسه ندارد. در همان روز فرانسوا اولاند آن را امضا کرد.